# District de Muzaffarpur
Le District de Muzaffarpur  (hindi : औरंगाबाद जिला) est un district de l'état du Bihar en Inde.

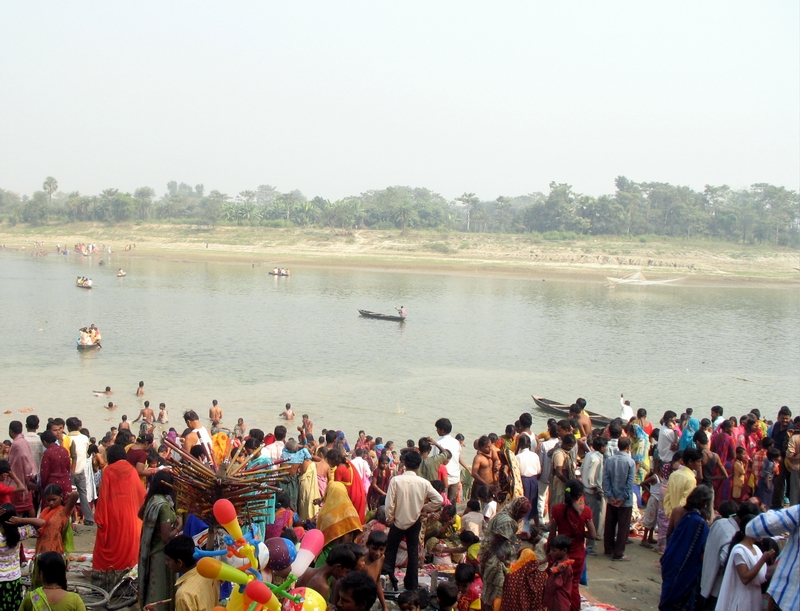
Bains rituels à Muzaffarpur pour le Buddha Purnima.

## Géographie
Sa population de 4 801 062 habitants (en 2011) pour une superficie de 3 172 km2.
Son chef lieu est Muzaffarpur.